# Sierra Norte de Sevilla
La Sierra Norte de Sevilla es una comarca española situada en la provincia de Sevilla, en Andalucía.
Comprende los municipios de Alanís, Almadén de la Plata, Aznalcóllar, Castilblanco de los Arroyos, Castillo de las Guardas, Cazalla de la Sierra, Constantina, El Garrobo, El Madroño, El Pedroso, El Real de la Jara, El Ronquillo, Gerena, Guadalcanal, Guillena, La Puebla de los Infantes, Las Navas de la Concepción y San Nicolás del Puerto
Limita al norte con la comarca de la Campiña Sur (Badajoz) y con Tentudía, al este con el Valle Medio del Guadalquivir, al sur con la Vega del Guadalquivir, y al oeste con la Cuenca Minera, El Condado y Los Pedroches.
La unidad geográfica de la comarca se debe a que se sitúa en la franja sevillana de Sierra Morena, en su recorrido este-oeste a través de todo el norte de Andalucía. Esta zona serrana no es muy escarpada, con montes que superan ligeramente los 1000 m de altura, el más alto es La Capitana en Guadalcanal ( 1007 m s. n. m.) y todos sus valles, con ríos de escaso caudal, vierten hacia el sur, hacia el río Guadalquivir.

## Espacios naturales
Aunque toda la comarca tiene valor naturístico y paisajístico, hay que destacar:
- El Parque natural de la Sierra Norte de Sevilla.
- El Parque forestal de Almadén de la Plata.
- Las Cascadas del Huesna, declaradas monumento natural.
- El Cerro del Hierro, antiguas minas de hierro adaptadas para el senderismo y la escalada.

## Clima
La Sierra Norte de Sevilla presenta un clima mediterráneo de interior con temperaturas elevadas en verano durante el día y frescas por las noches con inviernos muy fríos y con aproximadamente 85 días de heladas. Debido a su escasa altitud ( salvo los 4 puntos más altos que superan los 900 metros de altura) no suele nevar muy a menudo aunque la mayoría de los inviernos suele caer algo de nieve ligera algunas veces sin llegar a cuajar y otras hasta con medio metro de nieve.
| Fenómeno              | Valor      | Fecha      | Lugar                   |
| --------------------- | ---------- | ---------- | ----------------------- |
| Temp. máxima absoluta | 38,5 °C    | 11/08/2004 | El Real de la Jara      |
| Temp. mínima absoluta | -13,2 °C   | 9/01/1995  | Alanís                  |
| Racha de viento máx.  | 160 km/h   | 24/12/2013 | Observatorio de Almaden |
| Precip. máx. caída    | 123,2 l/m² | 28/2/2018  | Cazalla de la Sierra    |